# Святое (исток Пры)
Свято́е о́зеро или Свя́т-озеро — озеро на границе Московской (Пышлицкое сельское поселение Шатурского района) и Владимирской областей (Демидовское сельское поселение Гусь-Хрустального района) России, самое верхнее из Клепиковских озёр.
Расположено в 2,5 км к северо-востоку от деревни Коренец.

## Физико-географическая характеристика
Озеро ледникового или карстового происхождения.
Площадь — 10 км² (1000 га), длина — около 6000 м, ширина — около 4000 м. Для озера характерны отлогие, низкие берега. Высота над уровнем моря — 112 м.
Глубина — 2-5 м, максимальная глубина достигает 5 м. Дно песчаное, покрыто илом. Вода полупрозрачная, торфяная с коричневой окраской. Видимость до 40 см.
На озере два больших острова (Дубовый и Берёзовый) и три маленьких.
На севере в озеро впадает Бужа, на юге — вытекает река Пра.
Среди водной растительности распространены камыш, жёсткий тростник, стрелолист, ряска, элодея, телорез, рдесты; встречаются: кубышка, кувшинка, осоки, рогоз, земноводная гречиха, канадский рис, водокрас лягушачий, водяной хвощ, реже — сабельник, частуха подорожниковая. В озере обитают щука, окунь, ёрш, вьюн, карась, плотва, налим, линь, язь. Встречаются ондатра, бобр.
Озеро используется для рыболовства и охоты на перелётных птиц.